# Schistomysis elegans
Schistomysis elegans is een aasgarnalensoort uit de familie van de Mysidae. De wetenschappelijke naam van de soort werd in 1907 voor het eerst geldig gepubliceerd door Georg Ossian Sars.